# An Van Rie
An Van Rie (Menen, 9 juni 1974) is een  voormalig Belgische wielrenster. Van Rie won tussen 2006 en 2008 drie keer op rij het Belgisch kampioenschap tijdrijden. 

## Palmares
2005
 Belgisch kampioenschap tijdrijden
2006
 Belgisch kampioenschap tijdrijden
2007
 Belgisch kampioenschap tijdrijden
2008
 Belgisch kampioenschap tijdrijden

### Resultaten in voornaamste wedstrijden
| Jaar | Ronde van Vlaanderen | Waalse Pijl | Ronde van Drenthe | Omloop Het Volk |  | WK op de weg |
| ---- | -------------------- | ----------- | ----------------- | --------------- |  | ------------ |
| 2005 | opgave               | 72e         |                   |                 |  | 46e          |
| 2006 | 34e                  | 10e         |                   |                 |  | 70e          |
| 2007 | 22e                  |             | 45e               | 50e             |  | 47e          |
| 2008 | 83e                  | 29e         |                   | 8e              |  |              |

## Ploegen
- 2006 –  Lotto-Belisol
- 2007 –  AA Drink
- 2008 –  Vrienden van het Platteland